# ヘルマン・オームス
ヘルマン・オームス（Herman Ooms, 1937年 - 2023年12月14日）は、ベルギー出身のアメリカ合衆国の日本学者、カリフォルニア大学ロサンゼルス校名誉教授。

## 経歴
1959年ナミュールのノートルダム・ド・ラ・ペ大学（Facultes Universitaires Notre Dame de la Paix）古典学卒業。1962年ルーヴァンのサン・ジャン・ベルチマンス・カレッジ（St. Jan Berchmans College）で哲学修士、1967年東京大学大学院宗教学修士課程を修了。1973年、シカゴ大学で日本史の博士号を取得。
1972年よりイリノイ州立大学シカゴ校准教授、1987年よりカリフォルニア大学ロサンゼルス校教授、名誉教授。

## 受賞・栄典
- 1992年：『徳川イデオロギー』で和辻哲郎文化賞受賞。

## 著書
- Charismatic Bureaucrat; a Political Biography of Matsudaira Sadanobu, 1758-1829. （松平定信 カリスマ的官僚）、1975
- Tokugawa Ideology : Early Constructs, 1570-1680 Princeton, N.J. : Princeton University Press、1985  
  - 『徳川イデオロギー』黒住真、清水正之、豊沢一、頼住光子訳 ぺりかん社、1990
- Tokugawa Village Practice : Class, Status, Power, Law Berkeley : University of California Press, 1996  
  - 『徳川ビレッジ 近世村落における階級・身分・権力・法』宮川康子監訳 ぺりかん社、2008
- Imperial Politics and Symbolics in Ancient Japan : the Tenmu Dynasty, 650-800  Honolulu : University of Hawai’i Press （天武朝の政治と象徴）2009
- 『祖先崇拝のシンボリズム』弘文堂 シリーズ・にっぽん草子、1987
- 『宗教研究とイデオロギー分析』大桑斉編訳 ぺりかん社、1996
- 『シンポジウム<徳川イデオロギー>』大桑斉共編 ぺりかん社、1996

## 参考
- 『祖先崇拝のシンボリズム』著者紹介
- UCLA